# إيدوكسابان
إيدوكسابان (بالإنجليزية: Edoxaban) هو دواء يُستعمل في علاج:
- رجفان أذيني[11]
- انصمام رئوي (منذ 8 يناير 2015)[12]